# Fissazione (istologia)
La fissazione è un processo che ha come scopo quello di “bloccare” la struttura della materia vivente in condizioni quanto più vicine a quelle fisiologiche. È preferibile, a tal scopo, effettuare tale processo immediatamente dopo il prelievo per evitare le naturali modificazioni morfo-fisiologiche dovute ai processi degradativi post mortem. 
Tramite la fissazione si riesce a ritardare, quando non a impedire, questi processi, e a questo scopo i tessuti appena prelevati vengono trattati con composti chimici quali alcoli e aldeidi, i quali, appunto, fissano le molecole presenti nel tessuto nello stato chimico e nella posizione in cui si trovano in vivo.
Altri composti chimici usati in questa fase sono: alcool, formalina, acido acetico glaciale, sublimato, acido picrico, acido osmico; ma comunque viene preferito l'impiego di una miscela di sostanze al fine di attenuare gli inconvenienti che ciascun componente chimico, usato singolarmente può produrre sui tessuti trattati.